# British Medical Association
Pour les articles homonymes, voir BMA.
La British Medical Association (BMA) (en français : Association des médecins britanniques), est une association professionnelle et un syndicat médical officiel du Royaume-Uni. Cette association n'est pas qualifiée pour la régulation ou la reconnaissance professionnelle des médecins, missions qui sont dévolues au General Medical Council. L'association a son siège principal à la Maison de la BMA (BMA House), sise Tavistock Square à Londres. Elle possède également des bureaux nationaux à  Cardiff, Belfast et Édimbourg, un bureau européen à Bruxelles et plusieurs bureaux régionaux en Angleterre.
La BMA comprend divers comités représentatifs et scientifiques. Elle est reconnue par les employeurs du National Health Service comme la seule instance habilitée à négocier les contrats des médecins. Le but de la BMA est de « promouvoir la médecine et les sciences apparentées et de veiller au maintien de l'honneur et des intérêts de la profession médicale » (« to promote the medical and allied sciences, and to maintain the honour and interests of the medical profession ».

## Histoire

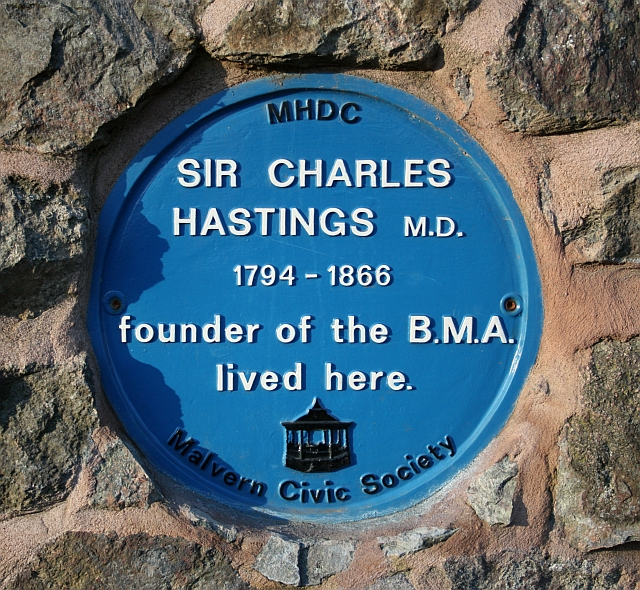
Plaque bleue sur la maison où vécut le chirurgien Charles Hastings (1794-1866), à l'infirmerie royale de Worcester.

La British Medical Association est fondée le 19 juillet 1832 sous le nom d'« Association provinciale des médecins et chirurgiens » (Provincial Medical and Surgical Association, PMSA) par Sir Charles Hastings  (1794-1866), au cours d'une réunion tenue dans la salle du Conseil de l'infirmerie royale de Worcester (Worcester Royal Infirmary) qui abrite depuis septembre 1970 l'un des campus (campus de la Cité, City campus) de l'université de Worcester. Une audience de 50 médecins assiste à la proposition lancée par Hastings de créer une association  à la fois amicale et scientifique consacrée au partage des connaissances entre médecins. Dix ans plus tard, les effectifs de l'Association sont passés à 1350 membres et un journal hebdomadaire est lancé,The Provincial Medical and Surgical Journal, qui devient à partir de 1857 le British Medical Journal (BMJ). L'association grandit rapidement et en 1853, la PMSA s'ouvre aux médecins londoniens pour devenir, en 1856, la British Medical Association. Les étudiants en médecine y sont admis depuis la fin des années 1970.
Bien que son but initial n'ait pas été réformateur, la BMA a joué un rôle clé dans la préparation, puis l'adoption de la loi médicale de 1858 (Medical Act 1858). Celle-ci crée le General Medical Council et institue des normes de qualification des médecins ainsi qu'un système de réglementation professionnelle. Auparavant, n'importe qui, quelle que soit sa qualification, était libre d'exercer la médecine. Cela a conduit la BMA à jouer ensuite un rôle important dans la politique médicale, avec des campagnes menées sur la pratique médicale sous le régime de la loi sur les pauvres (Poor law), le charlatanisme, la santé publique, la médecine alternative, la médecine militaire, et la pratique contractuelle. Une organisation interne à l'association se révèle particulièrement active durant cette période, la commission parlementaire Bills (Parliamentary Bills Committee), formée en 1863 et qui influencera la législation sur les questions de santé publique.

## Siège

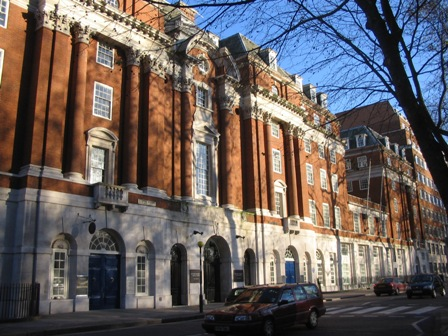
Façade de la BMA House, siège de la British Medical Association, Tavistock Square, Londres

Depuis 1925, le siège principal de la BMA est la BMA House sur Tavistock Square, Londres. Avant cette date l'association se trouvait au n° 429 sur le Strand depuis son déménagement à Londres. L'immeuble, actuellement classé grade II, avait été initialement conçu pour la Société théosophique par Sir Edwin Lutyens et sa construction avait débuté le 3 septembre 1911. Celle-ci avait été interrompue par le début de la Première Guerre mondiale et le bâtiment inachevé avait été réquisitionné par le bureau de la paye de l'armée. Après la guerre, la Société Théosophique n'ayant plus les moyens de terminer la construction, l'immeuble est vendu à la BMA pour la somme de 50 000 £. Ce n'est que bien plus tard, en 1962, que l'association rachète la pleine propriété du site aux domaines de Bedford.
Après l'achat de l'immeuble, la BMA mandate Lutyens pour achever la construction conformément à son premier projet. Le bâtiment est officiellement inauguré par le roi George V et la reine Mary, le 13 mai 1925. Peu après, des plans d'extension du bâtiment sur Tavistock Square sont commandés à Cyril Wontner Smith. C'est ensuite à Douglas Wood que l'association demande d'ajouter deux ailes supplémentaires de part et d'autre de l'entrée principale (construites de 1938 à 1950) ainsi qu'une autre extension sur l'arrière du bâtiment (construite de 1959 à 1960).